# Faith Fyles
Faith Fyles (1875-1961) fue la primera artista botánica del departamento de agricultura del gobierno federal canadiense  (ahora Agricultura y Agroalimentación de Canadá ). Su trabajo resultó en la ampliación del herbario en Ottawa.

## Biografía
Fyles nació el 30 de septiembre de 1875 en Cowansville, Quebec, Canadá. Fue la séptima de diez hijos del reverendo Dr. Thomas Fyles y su esposa, Mary.  Su padre era un clérigo anglicano inglés y entomólogo aficionado que emigró a Canadá desde Inglaterra para establecer parroquias y estudiar e ilustrar insectos (entomología) como pasatiempo. 
Fyles se destacó en la escuela. Se graduó en Compton Ladies College en 1896 con honores y medalla en botánica. (Compton Ladies College, un internado para niñas en Compton, Quebec, fue conocido más tarde como King's Hall).  Ingresó a la Universidad McGill con una beca de primera clase y se graduó con una licenciatura en 1905. Estudió con la profesora Carrie Derick, otra botánica excepcional que sin duda inspiró a Fyles a seguir una carrera en este campo. Después de graduarse, pasó un año estudiando la flora de Quebec con su padre y tomó clases de arte como miembro del Quebec Studio Club. Luego, Fyles enseñó en la escuela durante seis años, una de las pocas ocupaciones abiertas a las mujeres en ese momento. - en Dunham Ladies College, Dunham, Quebec y luego en Bishop Strachan School, Toronto. Luego pasó un año viajando y estudiando en Europa (principalmente en Londres y París con viajes de estudios a España e Italia en 1909).  Al igual que su padre, Fyles era un miembro activo del Club de Naturalistas de Campo de Ottawa, formaba parte de sus comités y consejos y contribuía con artículos para sus publicaciones y otras revistas. 

## Carrera
En 1909, cuando su familia se mudó a Hull, Quebec  Fyles obtuvo un puesto de secretaria en el Departamento de Agricultura en Ottawa como asistente de analista de semillas.  (Nota: este puesto se consideraba trabajo de mujeres. Según GH Clark, "los hombres no se dedican al trabajo detallado de analizar semillas. Es un trabajo muy fino y cercano, que exige mucho la paciencia. Es esencialmente trabajo de  ".  )Dos años más tarde, Fyles fue transferida a la División de Botánica de la Granja Experimental Central como botánica asistente, donde fue puesta a cargo del Arboreto.   Si bien estaba calificada para el puesto, era raro en ese momento que el gobierno contratara mujeres como profesionales en botánica, y se conjetura que su nombramiento pudo haber sido el resultado de las conexiones de su padre, de la influencia de uno de sus antiguos profesores que era un examinadora de servicio en botánica, o por el hecho de que tenía 36 años y "la probabilidad de que dejara el puesto en favor del matrimonio y la familia no era alta".  

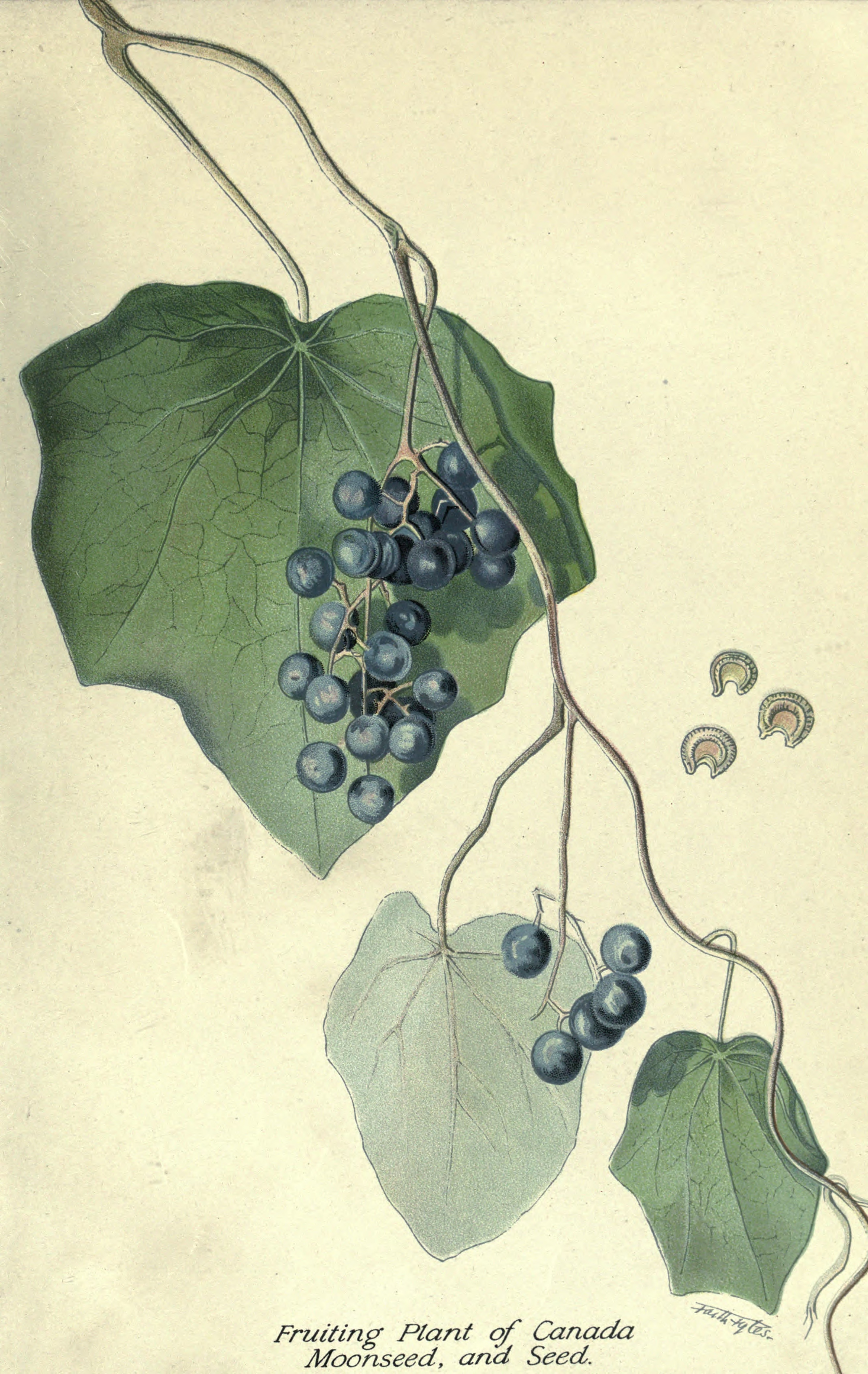
Ilustración de la semilla lunar de Canadá de las principales plantas venenosas de Canadá de Fyles (1920)

Como asistente botánico, Fyles etiquetó los árboles, arbustos y plantas herbáceas perennes en el Arboretum  y fue responsable de identificar la gran cantidad de plantas enviadas o recolectadas por la división.  También se ofreció a dibujar especímenes botánicos en su tiempo libre. El 11 de julio de 1914, Fyles abandonó Ottawa para recorrer el oeste de Canadá recogiendo malas hierbas. Se recolectaron, prensaron, secaron y enviaron a Ottawa más de 800 especímenes de malezas que representan 44 especies diferentes.   Su primera publicación de autor único fue en 1914, donde fue acreditada con el capítulo "Botánica sistemática" en el Informe del Dominion Botanist de 1913.  En 1914, Fyles viajó por el oeste de Canadá para preparar un boletín para ayudar a los agricultores a identificar especies de malezas.  Principales plantas venenosas de Canadá, fue ilustrada con pinturas y bocetos propios.  Sus ilustraciones ayudaron a los agricultores a identificar especímenes de malezas.  Publicaciones adicionales (Wild Rice Bulletin, 1920; y la ampliación del herbario se debieron a su trabajo en el Departamento. 
Durante la Primera Guerra Mundial, Fyles (Fyles, 1915) realizó una investigación sobre una enfermedad fúngica del arroz silvestre llamada cornezuelo y se dio cuenta de que el hongo del arroz silvestre era una especie nueva. Lo describió formalmente y científicamente en su boletín sobre arroz salvaje en 1920, después de la guerra (Fyles, 1920a). Ese año también publicó su boletín (Fyles, 1920b) sobre plantas venenosas que también menciona el cornezuelo del arroz silvestre ahora conocido como Claviceps zizaniae (Fyles) Pantidou ex Redhead, ME Corlett & MNL Lefebvre (Redhead et al. 2008).Además, en 1920, Fyles se convirtió en el primer artista, hombre o mujer,  empleado por la división de Horticultura, donde trabajó con William Tyrrell Macoun.   Sus pinturas tenían como objetivo proporcionar ilustraciones del color real y datos técnicos de especímenes individuales. Esto fue especialmente importante en términos de experimentar y documentar diferentes variedades de frutas, vegetación y semillas.  Sus acuarelas ilustran publicaciones como Cultivo de la manzana en Canadá y La frambuesa y su cultivo en Canadá. 
En 1931, la mala salud la obligó a retirarse, pero continuó pintando al óleo, pastel y acuarela.   Durante dos décadas había presentado su trabajo en exposiciones de la Real Academia Canadiense de las Artes que expresaban una apreciación de la belleza de la naturaleza, especialmente la de las plantas y flores.   También realizó sus propias exposiciones, como una en Ottawa en 1924, donde se vendieron 17 de sus 36 cuadros expuestos, incluido uno a Lady Byng, esposa del gobernador general de Canadá, quien más tarde hizo que Fyles pintara escenas de su jardín.  Fyles murió en Ottawa en 1961 y está enterrada con sus padres en la sección 40 del cementerio Beechwood.  

## Publicaciones
- Files F. 1914. Botánica sistemática. páginas. 493–496, pl. XVIII, en Güssow, HT, Informe de la División de Botánica para el año fiscal que finalizó el 31 de marzo de 1913. Dominio de Canadá. Departamento de Agricultura. Granjas Experimentales Dominion. Documento de sesión 16.
- Files F. 1915. Un estudio preliminar del cornezuelo del arroz salvaje. Con placa XI. Fitópata. 5(3): 186-192.
- Files, F. 1916. Roya Negra o del Tallo del Trigo. Póster [obra de arte]. Circo. 12. Granjas Experimentales Dominion. Departamento de Agricultura. Dominio de Canadá.
- Files F. 1920a. Arroz salvaje. Ser. 2, Toro. 42. Granja Experimental Dominion, Departamento de Agricultura., Ottawa.
- Files F. 1920b. Principales plantas venenosas de Canadá. Ser. 2, Toro. 39. Granja Experimental Dominion, Departamento de Agricultura., Ottawa.
- Güssow, HT 1917. La roya negra o del tallo del trigo. Un relato popular sobre la naturaleza, causa y prevención de la roya de los cereales. Toro. 33, ns, Granjas Experimentales Dominion. Departamento de Agricultura. Dominio de Canadá.
- Pelirroja, SA, Corlett, ME, Lefebvre, MNL 2008. Validación y tipificación del nombre Claviceps zizaniae. Micotaxón 106: 303–309.